# Ester 1

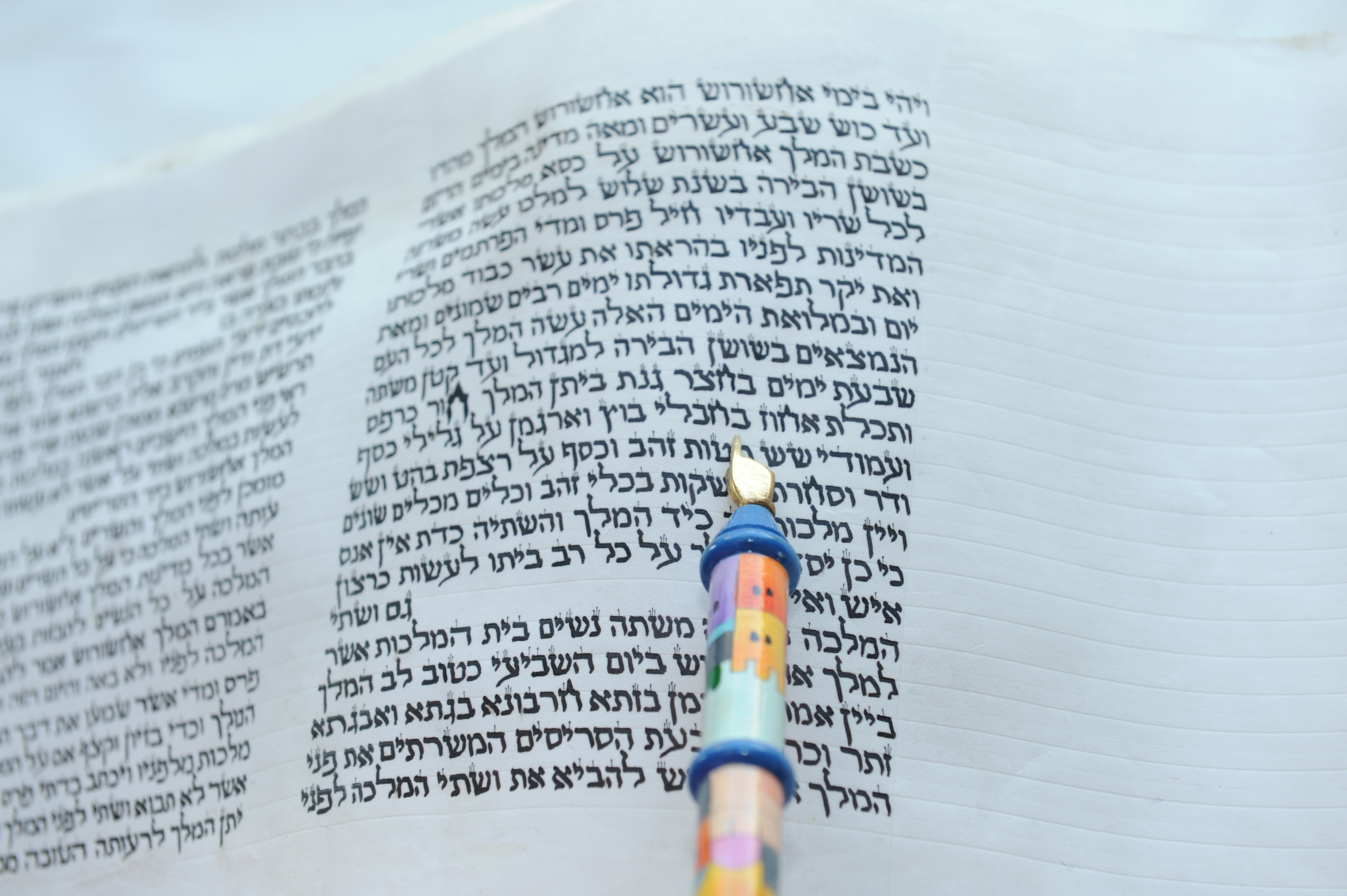
Primer capítulo de un rollo manuscrito del Libro de Ester, con puntero para el lector

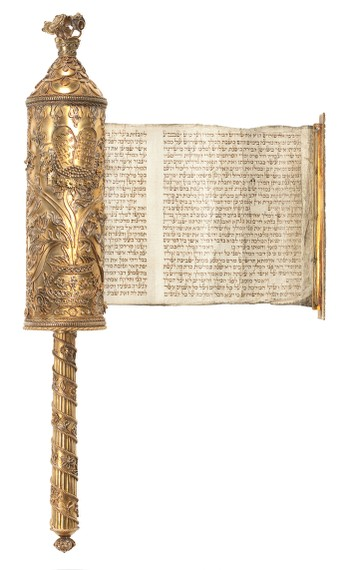
«Megillat Esther» o «Rollos de Ester» (siglo XVIII).

Esther 1 es el primer capítulo del Libro de Ester en la Biblia hebrea o el Antiguo Testamento de la Biblia cristiana . Se desconoce el autor del libro y los estudiosos modernos han establecido que la etapa final del texto en hebreo se habría formado en el siglo II a. C. Los capítulos 1 y 2 forman la exposición del libro. Este capítulo narra los banquetes reales del rey Asuero del Imperio persa hasta la destitución de la reina Vasti.

## Texto
Este capítulo fue escrito originalmente en lengua hebrea y, desde el siglo XVI, se divide en 22 versículos.

### Testimonios textuales
Algunos manuscritos antiguos que contienen el texto de este capítulo en hebreo pertenecen al Texto masorético, que incluye el Codex Leningradensis (1008).
También existe una traducción al griego koiné conocida como la Septuaginta, realizada en los últimos siglos a. C. Los manuscritos antiguos que se conservan de la versión Septuaginta incluyen el Codex Vaticanus (B; {\displaystyle {\mathfrak {G}}}B; siglo IV), el Codex Sinaiticus (S; BHK: {\displaystyle {\mathfrak {G}}}S; siglo IV) y el Codex Alexandrinus (A; {\displaystyle {\mathfrak {G}}}A; siglo V).

## Banquete real para los funcionarios (1:1–4)
La sección inicial describe el suntuoso banquete de 180 días ofrecido por el rey persa Asuero a los funcionarios de todo el Imperio persa.

### Versículo 1
Y sucedió en los días de Asuero (este es Asuero que reinaba desde la India hasta Etiopía, sobre ciento setenta y siete provincias)
- Asuero: Generalmente identificado con Xerxes I (485-464 a. C.).[10] En Ester 10:1, el nombre se escribe Achashresh,[11] que se parece más al nombre registrado por los griegos, «Axeres» o «Xerxes».[12]

Hay otras dos personas llamadas así en el Antiguo Testamento:
- (1) el Asuero de Daniel 9:1, padre de «Darío el medo»; si este Darío es el mismo que Astiages, Asuero podría identificarse con Cyaxares.
- (2) el Asuero de Esdras 4:6, que se identifica con Cambises, hijo de Ciro.

- «Desde la India hasta Etiopía»: de מהדו ועד־כוש, mê-hō-dū wə-‘aḏ-kūsh»,[14] «desde la India y hasta Cush (=Etiopía)». Una piedra fundamental encontrada en el yacimiento del palacio de Persépolis muestra el título y el territorio de Jerjes I, muy similares a los de Asuero,[15] con las palabras:

«Yo soy Jerjes, el gran rey, el único rey, el rey de (todos) los países (que hablan) todas las lenguas, el rey de esta (toda) la tierra grande y extensa... Estos son los países, además de Persia, sobre los que soy rey... que me traen su tributo, que hacen todo lo que les ordeno y que obedecen mis leyes: Media, Elam... India... (y) Cush».
Las vastas reivindicaciones territoriales también son confirmadas por Heródoto (Historias III.97; VII.9, 65, 69f).

### Versículo 2
En aquellos días, cuando el rey Asuero se sentó en el trono de su reino, que estaba en Susa, la capital,
- «Susa».[19] La ciudad de Susa sirvió durante este tiempo como una de las varias capitales de Persia, junto a Ecbatana, Babilonia y Persépolis.[20] Debido en parte al calor extremo de sus veranos, Susa era un lugar donde los reyes persas se alojaban principalmente durante los meses de invierno.[20] Estrabón escribió que los reptiles que intentaban cruzar las carreteras al mediodía morían por el calor extremo de Susa (Geographica 15.3.10-11).[20]
- «El palacio» (KJV): de la palabra hebrea בִּירָה (birah) puede referirse a un castillo, palacio o templo; NKJV: «ciudadela» o «palacio fortificado», y así en el resto del libro;[21] NAB «fortaleza»; NASB «capital»; NLT «fortaleza»;[22] aparentemente en referencia a «la parte fortificada de la ciudad que podría llamarse acrópolis o ciudadela».[22] En las ruinas del palacio de Susa se desenterró una base de columna en forma de campana con el nombre de Jerjes. [23]

### Versículo 3
En el tercer año de su reinado, hizo un banquete para todos sus príncipes y siervos, y se reunieron ante él los poderosos de Persia y Media, los nobles y los príncipes de las provincias.
- «El tercer año»: del reinado de Jerjes sería el 483 a. C.[25] Jerjes sucedió a su padre, Darío Istaspes, en el año 485 a. C., cinco años después de la batalla de Maratón.[13] Jerjes partió en el 481 a. C. de Susa para atacar Grecia, pasando el invierno en Sardes, y comenzó el ataque en la primavera del 480 a. C. Véase la batalla de las Termópilas contra Leonidas I y sus trescientos hombres en verano, pero fue derrotado por Temístocles en Salamina en otoño, y luego en Platea y Micala en 479 a. C. Jerjes huyó a Sardes antes de regresar a Persia en la primavera de 478 a. C.[13] En 464 a. C., fue asesinado por dos de sus oficiales, Mitrídates y Artabán, por lo que Artajerjes I Longímano, su hijo (véase Esdras 7; Nehemías 2), reinó para sucederle.[13]
- «El poder (de Persia y Media)»: NAB: «la aristocracia persa y meda»; NASB: «los oficiales del ejército»; NIV: «los líderes militares».[26]
- «Persia y Media» (cf. Esther 1:14, Esther 1:18, Esther 1:19): un orden diferente al de la expresión «Media y Persia» en el Libro de Daniel, que indica un momento anterior de la historia en el que Media tenía más protagonismo dentro de la coalición de las dos naciones.[27]

El inmenso tamaño del banquete, el número de invitados y la duración descritos aquí no carecían de precedentes, ya que C. A. Moore documenta un banquete persa para 15 000 personas y una celebración asiria con 69 574 invitados en la antigüedad.

## Banquete real para los ciudadanos de Susa (1:5-9)

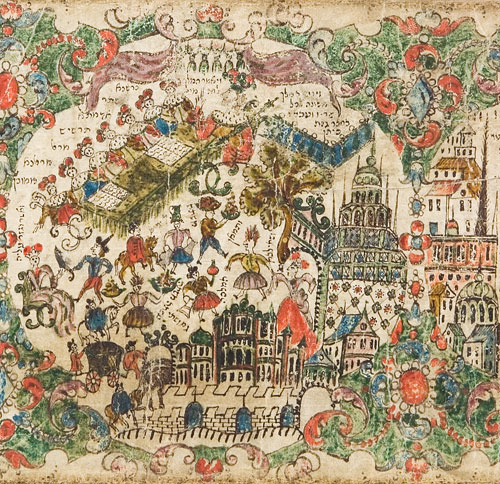
Una intrincada ilustración del banquete real en un manuscrito del Libro de Ester de principios del siglo XVIII.

Esta sección se centra en los banquetes posteriores, más breves pero igualmente fastuosos, que duraron siete días y fueron ofrecidos por separado por el rey (para los hombres) y la reina (para las mujeres) a los ciudadanos de la capital persa, Susa.

### Versículo 6
Había cortinas blancas, verdes y azules, sujetas con cordones de lino fino y púrpura a anillos de plata y columnas de mármol; las camas eran de oro y plata, sobre un pavimento de mármol rojo, azul, blanco y negro.
- «Lino fino»: que es el lino más fino llamado «byssus», una tela fina, costosa y blanca fabricada en Egipto, Palestina y Edom, e importada a Persia.[30][25]
- «Camas» (KJV): del sustantivo en hebreo מִטָּה (mittah) se refiere a un diván reclinable cubierto con mantas, telas y almohadas para banquetes y borracheras (Ezekiel 23:41; Amos 3:12; Amos 6:4; Ester 1:6; Esther 7:8).[32][31]

## La negativa de Vasti a obedecer la orden del rey (1:10-22)
Al séptimo día del banquete, el rey mandó llamar a la reina Vasti para que se presentara ante él «para mostrar su belleza», pero ella se negó a acudir. Esto provocó reacciones histriónicas por parte del rey y sus siete consejeros, lo que dio lugar a la imposición de un castigo a Vashti y a un decreto que implicaba «todo el elaborado mecanismo de la ley y la administración persas» para difundirlo por todo el territorio persa.

### Versículo 13
Entonces el rey dijo a los sabios que conocían los tiempos, (pues así era el rey con todos los que conocían la ley y el juicio:)
Se ha señalado que «es una ironía que el rey que gobierna un vasto imperio no pueda resolver su problema doméstico con su propia esposa sin la ayuda de las mentes más brillantes de Persia». Los siete consejeros que asesoran al rey (cf. KJV) son literalmente «los que ven el rostro del rey» (Ester 1:14).

### Versículo 20
Y cuando se publique en todo el imperio el edicto del rey, que es grande, todas las mujeres darán honor a sus maridos, tanto a los grandes como a los pequeños.
- «Decreto»: del hebreo: «pithgam», un préstamo del persa antiguo «patigâma» (de la raíz «patigam», «llegar, llegar a»); también escrito en su forma aramea («pithgâmâ») en Ezra 4:17; Esdras 5:7; Esdras 5:11.[37]
- «Publicado» (KJV, NAB, NLT): del hebreo «oído»; NIV, NRSV: «proclamado».[38]
- «Todas las mujeres darán»: Está registrado en la Masorah (notas al pie del texto de la Biblia en hebreo) de al menos tres manuscritos antiguos,[39] y señalado al menos ya en el siglo XIII por Bachya ben Asher, que el nombre divino de Dios, YHWH, está presente en cuatro versículos del Libro de Ester, pero está deliberadamente oculto mediante el estilo literario de los acrósticos, formados por los caracteres iniciales o finales de palabras consecutivas y contiguas del texto.[40] Una de estas apariciones se encuentra en el versículo 1:20 (otras se encuentran en Ester 5:4; Ester 5:13; Ester 7:7), con el nombre divino escrito con las letras iniciales en «mayúscula» (más grandes que el resto) pero escritas al revés (leyéndose de izquierda a derecha),[40] Bullinger sugiere que el significado de las letras iniciales se debe a que el evento fue inicial en la historia[39] y la posición al revés se debe a que aquí «Dios está revirtiendo la sabiduría y la ambición humanas para llevar a cabo sus propósitos eternos», así como a que es pronunciado por un no judío (Memucán), quien «instiga la crisis que necesita ser revertida».[41]

| Dirección de lectura | Orden de las palabras | Orden de las palabras | Orden de las palabras | Orden de las palabras |
| -------------------- | --------------------- | --------------------- | --------------------- | --------------------- |
| Derecha a izquierda  | 4                     | 3                     | 2                     | 1                     |
| Hebreo               | תנוי                  | נשיםה                 | כלו                   | יאה                   |
| Izquierda a derecha  | 1                     | 2                     | 3                     | 4                     |
| Transliteración      | Hî                    | Wə-ḵāl                | Ha-nā-shîm            | Yi-tə-nū              |
| English              | it                    | and_all               | the_wives             | shall give            |

## Comentarios

### De la Iglesia católica

#### A todo el capítulo
Se perfila el primer contendiente anunciado en el sueño de Mardoqueo: un imperio de vasto alcance, que se extiende desde la India hasta Etiopía, con ciento veintisiete provincias que simbolizan plenitud y dominio. Su grandeza se refleja no solo en la amplitud territorial, sino también en la riqueza ostentosa del banquete real, con palacios suntuosos, vajillas lujosas y abundancia sin medida. El soberano de este reino es Asuero (Jerjes), un monarca imprevisible y temido. En pleno festín, embriagado por el vino, ordena la presencia de su esposa Vasti para exhibir su hermosura ante los invitados. La negativa de la reina enciende su ira, y las decisiones que siguen —tanto las del rey como las de sus consejeros— evidencian un sistema legal rígido, marcado por la arbitrariedad y el afán de mantener la autoridad a toda costa. Así queda delineado este primer adversario: un poder descomunal, dominado por la superficialidad y el capricho, cuya peligrosidad radica en la combinación de fuerza, vanidad y despotismo.

## Lectura adicional
- Bush, Frederic W. (2018). Ruth-Esther. Word Biblical Commentary 9. Zondervan Academic. ISBN 978-0310588283.
- McConville, J. G. (1985). Ezra, Nehemiah, and Esther. The Daily Study Bible: Old Testament. Westminster John Knox Press. ISBN 978-0664245832. Consultado el October 28, 2019..